# Miklós Hetényi
Miklós Hetényi (Debrecen, Hungria, 5 de novembro de 1906 – Stanford, 31 de outubro de 1984) foi um engenheiro civil húngaro.
Hetényi obteve o diploma de engenheiro civil pela Universidade de Tecnologia e Economia de Budapeste em 1931. Obteve um Ph. D. em engenharia mecânica pela Universidade de Michigan em 1936, orientado por Stephen Timoshenko. No ano seguinte começou a trabalhar nos laboratórios de pesquisa da Westinghouse Electric Corporation, onde permaneceu até 1946, quando tornou-se professor do Instituto de Tecnologia da Universidade Northwestern. Em 1962 foi para a Universidade Stanford, onde continuou a lecionar até aposentar-se em 1972.